# Ga Itaewon
Ga Itaewon (Tiếng Hàn: 이태원역, Hanja: 梨泰院驛) là ga tàu điện ngầm trên Tuyến số 6 của Tàu điện ngầm Seoul. Nhà ga nằm ở Itaewon-ro, Yongsan-gu, Seoul. Nó lấy tên từ khu phố mà nó tọa lạc, còn được gọi là Itaewon. Ga này có tỷ lệ người nước ngoài sử dụng cao so với các ga khác.

## Lịch sử
- 15 tháng 12 năm 2000: Tàu điện ngầm Seoul tuyến số 6 mở đoạn giữa Eungam ~ Sangwolgok, nhưng không có chuyến tàu nào dừng lại
- 9 tháng 3 năm 2001: Bắt đầu kinh doanh với việc khai trương

## Bố trí ga
| Noksapyeong ↑ |
| E/B W/B \|    |
| ↓ Hangangjin  |

| Hướng Tây  | ● Tuyến 6 | ← Hướng đi Samgakji · Công viên Hyochang · Hapjeong · Eungam |
| Hướng Đông | ● Tuyến 6 | → Hướng đi Dongmyo · Đại học Hàn Quốc · Seokgye · Sinnae →   |

## Xung quanh nhà ga
- Trường tiểu học Seoul Bogwang
- Thánh đường Hồi giáo Trung tâm Seoul
- Chợ Itaewon
- Cơ sở Jeongsu của Đại học Bách khoa Hàn Quốc
- Dream Tea Entertainment
- Đại sứ quán Georgia tại Hàn Quốc
- Đại sứ quán Ghana tại Hàn Quốc
- Đại sứ quán Gabon tại Hàn Quốc
- Đại sứ quán Algeria tại Hàn Quốc
- Đại sứ quán Sierra Leone tại Hàn Quốc
- Đại sứ quán Philippines tại Hàn Quốc
- Đại sứ quán Ukraine tại Hàn Quốc
- Đại sứ quán Bỉ tại Hàn Quốc
- Đại sứ quán Lào tại Hàn Quốc
- Đại sứ quán Thụy Sĩ tại Hàn Quốc
- Đại sứ quán Thái Lan tại Hàn Quốc
- Đại sứ quán Kenya tại Hàn Quốc
- YMC Entertainment
- Trung tâm An toàn 119 Itaewon
- Rose Apartment chi nhánh Hannam-dong
- Khách sạn Hamilton
- Bogwang-dong
- Hannam-dong
- Ngân hàng Shinhan Chi nhánh Itaewon

## Hình ảnh

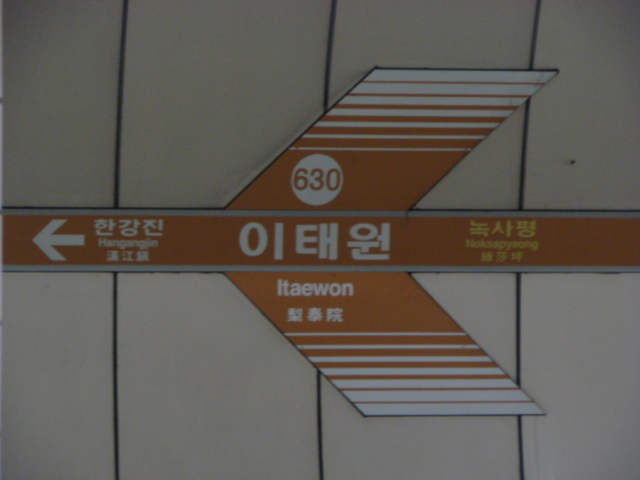
Bảng tên ga